# ペロナ
ペロナは、フランス中部、オーヴェルニュ＝ローヌ＝アルプ地域圏、アン県のコミューン。

## 地理
ブール＝カン＝ブレス南西部郊外に位置する。西をサン＝レミ、東をモンターニャ、南をセルヴァと接する。

## 人口統計
人口の変遷
| 1968年 | 1975年 | 1982年 | 1990年 | 1999年 | 2007年 | 2012年 | 2017年 | 2021年 |
| 2272   | 3223   | 4575   | 5352   | 5534   | 6147   | 6095   | 6385   | 6448   |